# Ana y los siete (telenovela chilena)
Ana y los 7 es una telenovela chilena emitida por Chilevisión y producida por Chilefilms, y protagonizada por Alejandra Herrera. Es una adaptación de la serie de televisión española del mismo nombre.

## Argumento
Una bailarina exótica con problemas económicos acepta el trabajo de niñera en una mansión en La Dehesa. En la mansión, viven el padre, los 7 hijos, el mayordomo y la cocinera. Los hijos van desde la universitaria preocupada por los estudios, hasta la menor que dejó de hablar tras la muerte de su madre, la cual se relacionará más que los demás a Ana.

## Elenco
- Alejandra Herrera como Ana Muñoz.
- Felipe Castro como Fernando Correa.
- Francisca García-Huidobro como Alexia Pérez de Arce.
- Hugo Medina como Nicolás Correa.
- Juan Manuel Palacios como Juan Pablo Correa
- Javiera de Rosas como Carolina Correa
- Agustín Muñoz como Vicente Correa
- Benjamín Muñoz como Rodrigo Correa
- Francisca Hirsch como Amalia Correa
- Alexandra Vera como Matilde Correa
- Anna Sofía Vera como Florencia Correa.
- Rodolfo Pulgar como Fermín Montero.
- Tichi Lobos como Gladys Peñafiel.
- María Paz Grandjean como Chirly Moya.
- Remigio Remedy como Johnny Marcos.
- Santiago Tupper como León Bustamante.

## Participaciones
- Malucha Pinto como Carmen Gloria .
- Paulina Hunt como "Marita García".
- Ana Obregón como Ana García.
- Jani Dueñas como Lidia.
- Alejandro Montes Como Pedro
- Alberto Zeiss Como David

## Audiencia
| Año  | Emisión original        | Emisión original | Emisión original     | Emisión original | Espectadores | Total cuota% |
| Año  | Estreno                 | Cuota%           | Término              | Cuota%           | Espectadores | Total cuota% |
| ---- | ----------------------- | ---------------- | -------------------- | ---------------- | ------------ | ------------ |
| 2008 | 24 de noviembre de 2008 | 15,0%            | 2 de febrero de 2009 | 7,6%             | —            | 7,9%         |